# تحذير الساجد من اتخاذ القبور مساجد
تحذير الساجد من اتخاذ القبور مساجد هو كتاب لمؤلفه الإمام المحدث محمد ناصر الدين الألباني المتوفي سنة (1420 هـ)، يتضمن الكتاب تحذير من الشرك واتخاذ القبور مساجد، ويعد من أهم كتب التوحيد في الوقت الحاضر.